# Подзорная труба (фильм)
«Подзорная труба» — короткометражный художественный телевизионный фильм режиссёра Марка Генина, снятый на киностудии Ленфильм в 1973 году по мотивам «Денискиных рассказов» Виктора Драгунского.

## Сюжет
Родители Дениса Кораблёва, уставшие от его бесконечных шалостей, идут на смелый педагогический эксперимент. Они убедили сына, что в их распоряжении есть некий прибор, позволяющий постоянно наблюдать за всеми поступками Дениса.
Теоретически победа была полная. Дениска, напуганный постоянной слежкой, вёл себя как никогда сдержанно. В нём поселился страх, парализовавший каждый шаг измученного тотальной опекой ребёнка.
Обрадованные вначале мама и папа вскоре убедились, что они добились совсем не того, что подразумевали, и уничтожили успевшую стать для их сына невыносимой «подзорную трубу».

## В ролях
- Александр Михайлов — Денис Кораблёв
- Леонид Михайлов — Мишка Слонов
- Олег Басилашвили — папа Дениски
- Клара Лучко — мама Дениски
- Маргарита Сергеечева — Алёнка
- Сергей Годунов — Костик
- Бубакар-Кейта — чемпион

## Съёмочная группа
- Автор сценария: Валерий Попов
- Режиссёр-постановщик: Марк Генин
- Оператор-постановщик: Владимир Бурыкин
- Композитор: Владлен Чистяков
- Художник-постановщик: Марксэн Гаухман-Свердлов
- Режиссёр: Н. Русанова
- Оператор: А. Кудрявцев
- Звукооператор: Т. Силаев
- Художник по костюмам: В. Могилянская
- Монтаж: Г. Баранова
- Редактор: Ю. Холин
- Директор: В. Беспрозванный